# Атде Нухију
Атде Нухију (алб. Atdhe Nuhiu; Приштина, 29. јул 1989) албански је фудбалер са Косова и Метохије. Игра на позицији нападача, а тренутно наступа за Рајндорф Алтах.

## Биографија
Рођен је 29. јула 1989. године у Приштини. Син је албанских родитеља пореклом из Прешева.